# ورش‌ادی‌هاز
وِرِش‌اِدی‌هاز (به مجاری: Veresegyház) در پِشت در کشور مجارستان واقع شده‌است. جمعیت این شهر ۱۴٫۳۱۰ نفر است.